# Роберт Гроссетест
Роберт Гроссетест (англ. Robert Grosseteste, фр. Robert Grossetête; 1168[…], Stradbroke, Суффолк — 9 октября 1253[…], Бакден, Кембриджшир) — основатель оксфордской философской и естественнонаучной школы, теоретик и практик экспериментального естествознания. Был канцлером Оксфордского университета, епископом Линкольна. Дружил с основателем английского парламента Симоном де Монфором.
Учился в Оксфорде и Париже. Стал магистром искусств в конце XII века, а магистром теологии — в 1214 году. Слушал Филиппа Канцлера и Святого Эдмунда.Также называл своими учителями Стефена Лэнгтона, Робера де Курсона и Жака де Витри. Испытал также влияние проповедей Эсташа из Фли. Верхом его карьеры стало избрание на пост епископа Линкольнского в 1235 году.
В трактате «О свете или о начале форм» (De luce seu de inchoatione formarum) Гроссетест развивает концепцию «метафизики света», исходящую из понятия о свете как тончайшей телесной субстанции и одновременно как первичной форме и энергии.
Гроссетестом созданы также трактаты «О сфере» (De sphera, изложение элементарных математических основ астрономии), «О линиях, углах и фигурах» (De lineis, angulis et figuris), «О радуге» (De iride), «О наступлении и отступлении моря» (De accessione et recessione maris).

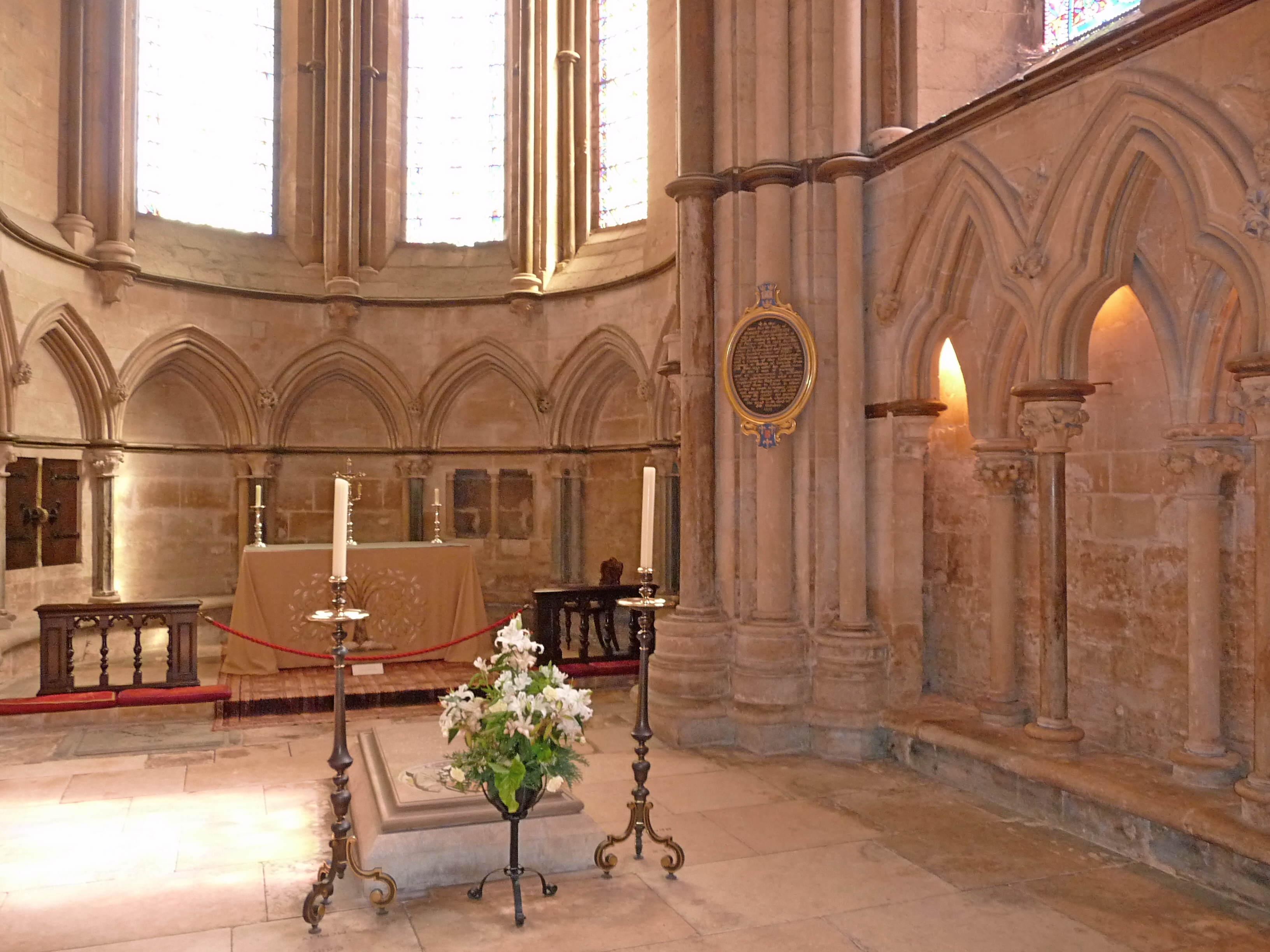
Гробница Роберта Гроссетеста в Линкольнском соборе

Зная иврит, арабский и греческий языки, он переводил на латынь Псевдо-Дионисия Ареопагита, Авицеброна, Аристотеля.
Августиновский платонизм сочетается у Роберта Гроссетеста с научными установками Аристотеля, а также с элементами греко-арабских естественных наук, в особенности оптики. В своих работах Гроссетест высказывает мысли о том, что изучение явлений начинается с опыта, посредством их анализа устанавливается некоторое общее положение, рассматриваемое как гипотеза. Отправляясь от неё, дедуктивно выводятся следствия, опытная проверка которых устанавливает их истинность или ложность.

## Сочинения
- Роберт Гроссетест. Сочинения. / Параллельный текст на русском и латинском языках. Под редакцией А. М. Шишкова и К. П. Виноградова. — М.: URSS, 2003.
- Роберт Гроссетест. О свете, или О начале форм. // Вопросы философии. 1995. № 6.